# Rzeszów
Rzeszów (pronúncia polonesa [ˡʐɛʂuf], em ucraniano: Ряшiв; romaniz.: Riashiv; ; em latim: Resovia; em iídiche: ריישע; romaniz.: rayshe) é uma cidade da Polônia, na voivodia da Subcarpácia. Estende-se por uma área de 129,01 km², com 198 476 habitantes, segundo os censos de 2021, com uma densidade de 1538 hab/km².
A cidade, que ganhou o estatuto de município em 1354 e vem sendo a capital da voivodia da Subcarpácia desde 1999. Também é a sede do Condado de Rzeszów. Rzeszów é servida por um aeroporto internacional, é membro do Eurocities, e é lar de muitas escolas superiores, sedes de empresas e consulados estrangeiros.

## História
Rzeszów era uma cidade nobre privada do Reino da Polônia. Capturado pela Áustria na primeira partilha da Polônia em 1772. Novamente parte da Polônia depois de recuperar a independência em 1918.

## Esporte
Os dois maiores clubes da cidade são o:
- Resovia - sete vezes campeão polonês de voleibol masculino e duas vezes vice-campeão da Liga dos Campeões da Europa, além do mais antigo clube de futebol da cidade
- Stal Rzeszów - vencedor da Copa da Polônia de futebol em 1975 e duas vezes campeão polonês de speedway